# شهرستان خمام
شهرستان خمام یکی از شهرستان‌های شمالی استان گیلان ایران است. مرکز این شهرستان، شهر خمام است.
این شهرستان در تاریخ ۱۳۹۹ با استفاده از 
تبصره مرزی بودن (نوار ساحلی روستای جفرود بالا) از شهرستان رشت جدا شد و مستقل گردید.

## جمعیت
بنابر سرشماری مرکز آمار ایران، جمعیت شهرستان خمام در سال ۱۳۹۰ برابر با ۵۳٬۶۰۰ نفر بوده‌است.
امّا طبق اعلام ریاست اداره ثبت احوال خمام، جمعیّت شهرستان خمام در سال ۱۳۹۳ نسبت به سالهای گذشته رشد چشمگیری داشته و به ۶۶٬۲۳۶ نفر رسیده‌است.

## مردم و زبان
مردم خمام نیز مانند همه نقاط جلگه گیلان گیلک هستند، و به زبان گیلکی با گویش بیه پسی با لهجه خمامی صحبت می‌کنند.

## تقسیمات کشوری
شهرستان خمام دارای ۲ بخش است که بخش مرکزی به مرکزیت شهر خمام و بخش چوکام به مرکزیت شهر چوکام بوده و هر کدام از بخش‌ها شامل دو دهستان هستند.
- بخش مرکزی شهرستان خمام
  - دهستان چاپارخانه
  - دهستان کته‌سر خمام

شهر: خمام
- بخش چوکام
  - دهستان اشکیک
  - دهستان فرشکی

شهر: چوکام
شهرستان خمام مجموعاً دارای ۴۵ روستا
روستاهای شهرستان خمام:
(الف).دهستان چاپارخانه: این دهستان دارای ۱۷ روستا به شرح زیر است و مرکز آن روستای چاپارخانه می‌باشد.

شیجان، توکسر شیجان، دهنه‌سر شیجان، راسته‌کنار شیجان، میان‌محله شیجان، تازه آباد صدر، جفرود بالا، چاپارخانه، گوراب‌جیر، زرنگ‌محله، زیرده، غلامرضاباغ، فتاتو، فشتکه، پشتسان گوراب‌جیر
(ب).دهستان کته‌سر خمام: این دهستان دارای ۱۳ روستا به شرح زیر است و مرکز آن روستای کته‌سر می‌باشد.

کته‌سر، کلاچاه، لات، اسماعیل‌آباد، اشمنان‌طالم، برمچه بالامحل، برمچه پایین محل، تیسیه، دافچاه، کلاچاه، کویشا، مشکاپشت، مرزدشت
(پ).دهستان اشکیک: این دهستان ۵ روستا دارد 

اشکیک، مصردشت، خاچکین، تازه‌آباد خاچکین، بلسکله
(ت). دهستان فرشکی: این دهستان ۷ روستا دارد.

فرشکی چوکام، جیرسرباقرخاله، جیرسرچوکام، لَـلِه‌کا، میانکل، بیج، بیجرودکل

## جغرافیای طبیعی

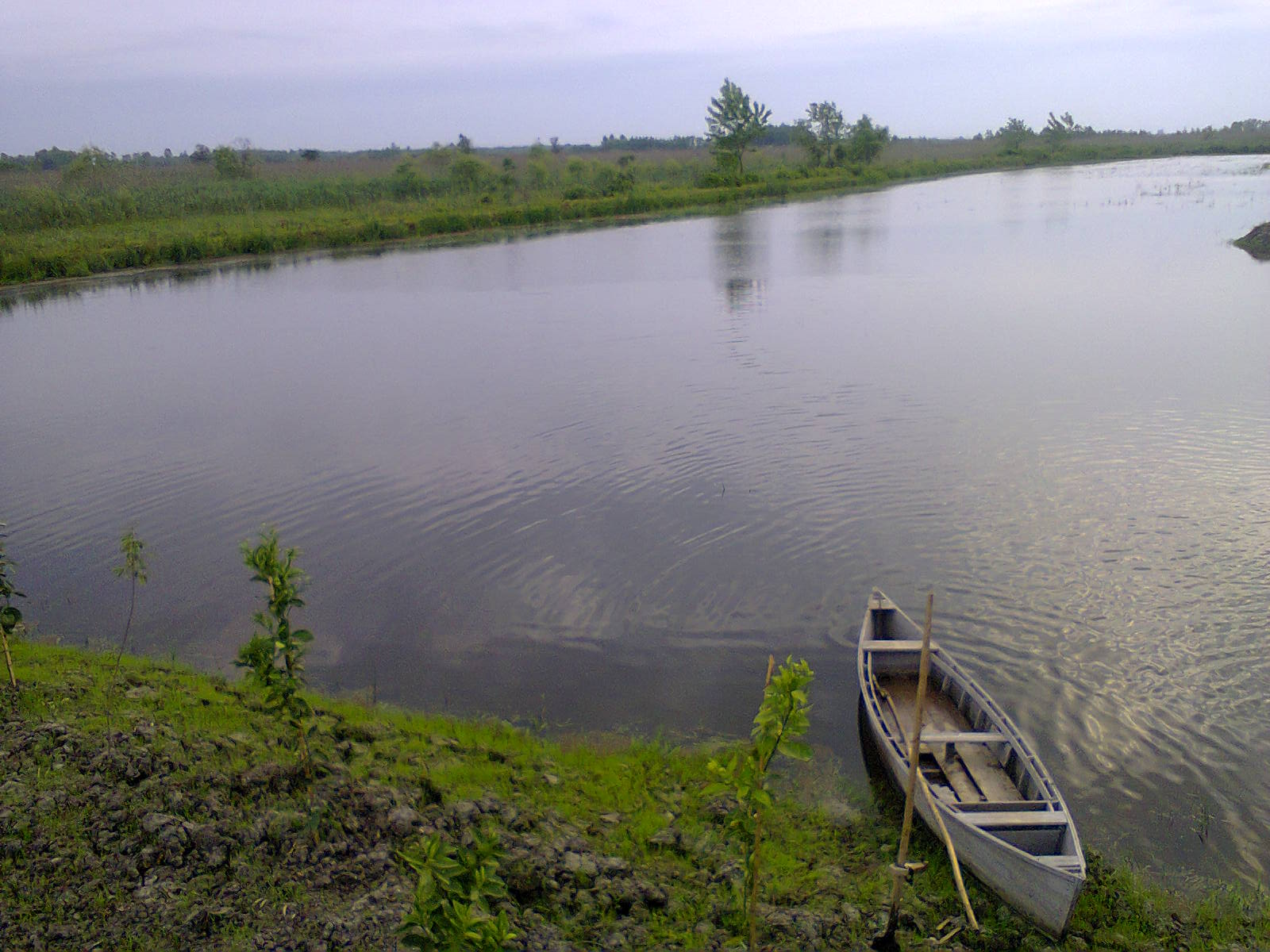
مرداب دهنه‌سر شیجان

خمام در طول جغرافیایی ۴۹ درجه و ۳۹ دقیقه و عرض جغرافیایی ۳۷ درجه و ۲۳ دقیقه واقع شده‌است و ارتفاع آن از سطح دریا منهای ۱۷ متر می‌باشد. خمام از غرب به شهرستان انزلی، از جنوب به بخش مرکزی شهرستان رشت، از شرق به بخش خشکبیجار، از غرب به تالاب انزلی، از شمال به دریای خزر و از جنوب شرقی به بخش کوچصفهان متصل است. خمام در ناحیه‌ای کاملاً جلگه‌ای در کناره ساحل دریای خزر و تالاب انزلی واقع شده و دارای آب و هوای معتدل مرطوب می‌باشد. بخشی از محیط زیست طبیعی خمام را دریا (۱٫۵ کیلومتر نوار ساحلی) و بخش مهم دیگر را اکوسیستم ارزشمند تالاب انزلی تشکیل می‌دهد. جنگل فتاتو یکی از بکرترین جنگل‌های کناره دریای خزر است که در فتاتو خمام واقع شده‌است، مرداب دهنه‌سر شیجان و مرداب جیرسرباقرخاله (هر دو متصل به تالاب انزلی) از زیستگاه‌های طبیعی پرندگان، جانوران آبزی و ماهیان در خمام هستند. همچنین چراگاه طبیعی چوکام (قرُق جیرسرباقرخاله) به عنوان یکی از بزرگترین چراگاه‌های چهارپایان استان در شهرستان خمام وجود دارد.

### پناهگاه حیات وحش چوکام
پناهگاه حیات وحش و تالاب چوکام با مساحت ۳۴۶ هکتار تنها پناهگاه حیات وحش شهرستان رشت واقع در منطقه دهستان چوکام این شهرستان است که به دلیل اهمیت زیستگاهی از دیدگاه پرندگان مهاجر آبزی از تاریخ ۱۳۸۱/۲/۱۵ به مدت ۵ سال منطقه شکار ممنوع سپس در سال ۱۳۸۴ با افزایش مساحت به ۴۴۳/۹۶ هکتار تبدیل به پناهگاه حیات وحش چوکام گردید. ارتفاع منطقه از سطح دریا ۲۵ متر و تابع سطح تالاب انزلی است. بخش اعظم آن را کلاس‌های آبی فاقد پوشش گیاهی دربرگرفته و بخش دارای پوشش گیاهی را نیزارهای متراکم و گیاهان وابسته به سیستم آبی دربرمی گیرد. عمده گیاهان منطقه شامل نی، سورف، لاله تالابی، اسپرغان، سیزاب، سرخاب کولی، تاج ریزی، تمشک و … است. از سوی دیگر نظر به تالابی بودن منطقه، اهمیت ویژه‌ای از دیدگاه پرندگان مهاجر آبزی دارد و انواع گونه‌های جانوری مثل لیل، سنقر، عقاب تالابی، مرغابی، خوتکا، گیلار، اردک ارده‌ای، کله سبز، آبچلیک، یلوه و ماهیان و سایر آبزیان در منطقه حضور دارند. این پناهگاه تحت حفاظت اداره حفاظت محیط زیست شهرستان رشت است.

## منطقه آزاد انزلی
منطقه آزاد تجاری-صنعتی انزلی در سال ۱۳۸۴ شمسی در شهرستان‌های رشت و انزلی تأسیس شد. با ابلاغ قانون جدید این منطقه در سال ۱۳۹۳، بخش اعظمی از اراضی منطقه آزاد در شهرستان رشت و سایر اراضی در شهرستان‌های انزلی، آستانه اشرفیه و خمام واقع شده و نام این منطقه آزاد تجاری از انزلی گرفته شده‌است. تطبیق نام این منطقه آزاد از برنامه‌های دولت است.

### روستاهای شهرستان خمام در محدوده اولیه منطقه آزاد (۱۳۸۴)
•  گوراب‌جیر •  فشتکه اول و دوم •  فتاتو •  چاپارخانه •  جفرود بالا •  کویشا